# Barrage de Três Irmãos
Le barrage de Três Irmãos est un barrage brésilien situé sur le rio Tietê dans l'État de São Paulo. C'est le dernier de la série des barrages construits sur cette importante rivière, la transformant en un véritable escalier d'eau. 
Il possède une grande écluse de 142 m de long, 12,1 m de large et 3,5 m de profondeur, permettant de rattraper une dénivellation de 51,5 m de haut, et comprenant 2 bassins. Le temps de passage est de 8 minutes. La capacité de transit annuel est de 16 millions de tonnes de fret.
Le rôle de ce barrage et de son écluse est capital, car son lac de retenue est relié par le canal Pereira Barreto au lac de retenue du barrage d'Ilha Solteira situé sur le bief supérieur du rio Paraná, mais qui, dépourvu d'écluse ne permet pas de communication avec le bief inférieur du dit Paraná. Grâce à la succession du canal Pereira Barreto, du lac de Três Irmãos et de l'écluse qui communique directement avec le lac de barrage de Jupiá situé en contrebas et constituant le début du bief inférieur du Paraná, la communication est assurée sur toute la longueur du haut Paraná brésilien, depuis le lac du barrage d'Itaipu en aval, jusqu'au barrage São Simão loin en amont. 
De plus, grâce au canal Pereira Barreto, qui permet la déviation d'un certain débit d'eau, la production d'électricité est optimisée entre les deux centrales des deux barrages en question.